# Japaner, japaner, japaner
Japaner, japaner, japaner är en kåseribok från 1984 av Herman Lindqvist. Den handlar om upplevelser i Japan.

## Kuriosa
Japaner, japaner, japaner - Ett citat från en fotbollsmatch 1936 av Sven Jerring.